# Сіпактональ

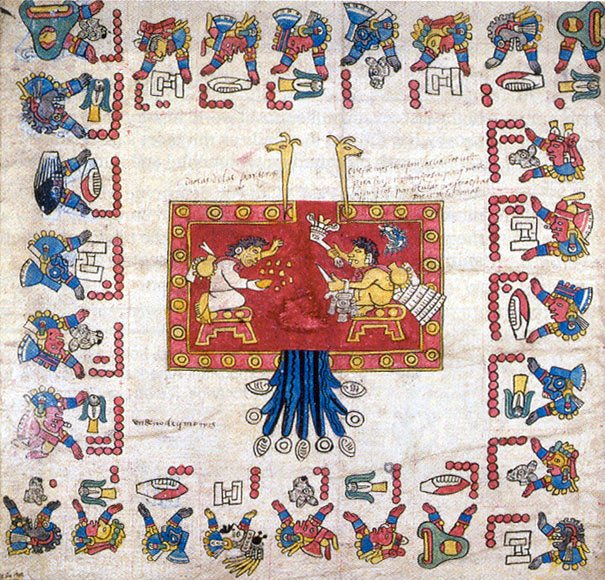
Сіпактональ і Ошомоко у Бурбонському кодексі.

Сіпактональ (науатль Cipactonal) або Сіпактлі — в ацтекській міфології бог астрології та календаря. Відповідає за мудрість і творець інших богів, його також називають Ометекутлі (науатль Ometecuhtli).
Разом із Ошомоко, вважалися першою створеною людською парою. Обоє мали сина, бога Сонця, що сходить, Пільтцінтекутлі.

## Етимологія
Ім'я бога Сіпактоналя з мови науатль означає «дух ящірки», де «cipactli» — «ящірка»; «tonalli» — «дух».

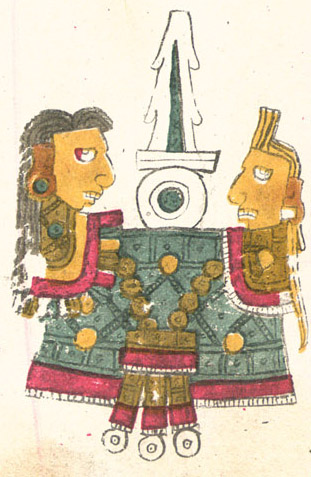
Сіпактональ і Ошомоко у Кодексі Борджіа.

Ім'я Сіпактоналя може також означати «День ящірки» або «День Сіпактлі». Ця назва може бути алюзією на те, що він винайшов календар (адже слово «тоналлі» було назвою для дня священного календаря Мексики).

## Зображення
Ошомоко та Сіпактональ згадуються в Кодексі Чимальпопока, де вони відповідали за календар. Вони також з'являються в легендах кіче, таких як Пополь-Вух. Деякі вчені, такі як нікарагуанець Фернандес де Ов'єдо-і-Вальдес, стверджують, що у цій парі Сіпактональ насправді був жінкою, а Ошомоко — чоловіком, і уособлювали поділ і протиставлення субстанції часу.
Інші дослідники з Нікарагуа, такі як Ефраїм Джордж Сквайєр та Френк Е. Компарато, також стверджують, що Сіпактональ була жіночої статі, а Ошомоко — чоловічої, і також що вони були чаклунами та магами.
У Бурбонському кодексі, Сіпактональ та Ошомоко зазвичай носять на спинах тютюновий гарбуз жерців.